# Windhoek Observer

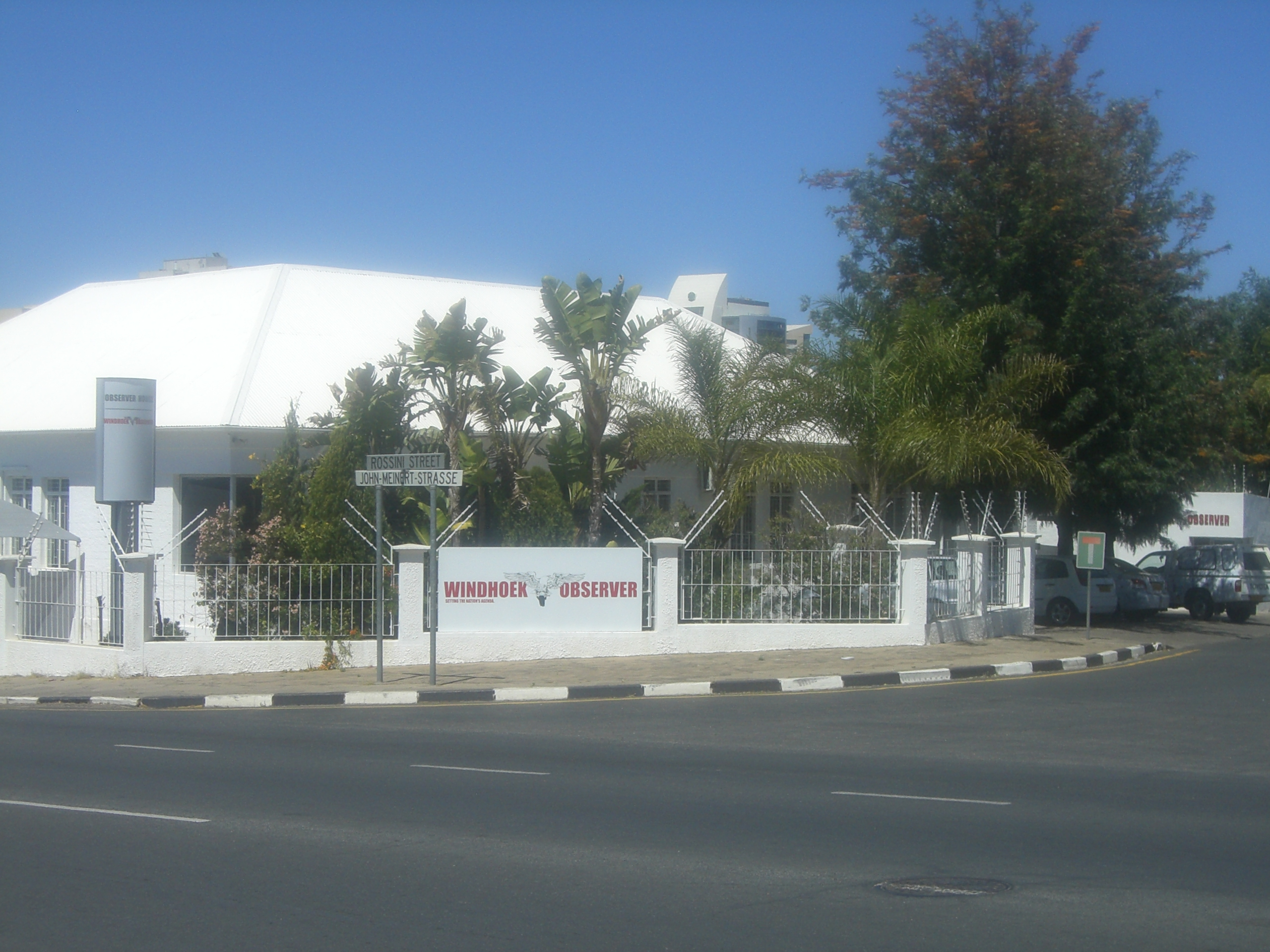
Sitz der Zeitung

Der Windhoek Observer ist eine in Namibia erscheinende unabhängige Wochenzeitung.
Englischsprachlich verfasst, wird sie samstags veröffentlicht. Herausgebender Verlag war bis 2009 The Windhoek Observer (Pty) Ltd. Begründet wurde die Zeitung 1978 vom 2008 verstorbenen Journalisten Hannes Smith, der der Zeitung einen unkonventionell regierungskritischen, redaktionell provokativen und kontroversen wie einflussreichen Stempel, näherungsweise im Stil eines Boulevardblatts, aufdrückte.
Der Slogan der Zeitung war ursprünglich „the paper for the people“ (Die Zeitung für das Volk), wurde aber Anfang der 2000er Jahre in „Setting the Nations Agenda“ (bedeutet so viel wie Festlegung der Tagesordnung des Landes) geändert.

## Eigentümer
Im Februar 2009 wurde bekannt, dass die Paragon Investment Holdings die Zeitung übernehmen würden. Diese wurden 2003 als private Anteilhabergesellschaft gegründet, die Einzelhandelsunternehmen, Markenzeichen, Immobilien und mit dem Windhoek Observer nun auch ein Nachrichtenmedium einschließt.
Der Eigentumswechsel führte auch zur Übertragung eines umfangreichen Zeitungs- und Fotoarchivs nebst Sammlung südwestafrikanischer (kolonialer) und namibischer Gesetze. Außerdem ging ein nahezu vollständiges Archiv mit fast acht Jahrzehnten der Ausgaben der untergegangenen Zeitung Windhoek Advertiser, deren Chefredakteur bis April 1978 ebenfalls Hannes Smith war, bevor er den Windhoek Observer gründete, zum neuen Eigentümer über.